# Air Alsace
"La compagnie régionale de l'Est"
Air Alsace était une compagnie aérienne régionale française de troisième niveau implantée sur l'aéroport de Colmar-Houssen, situé dans le département du Haut-Rhin (68).

## Historique
La Société Air Alsace a été constituée le 15 août 1962 sur l'aéroport de Colmar comme compagnie de transport à la demande.
L'exploitation de vols réguliers de transport de passagers a débuté en juin 1974, principalement pour le compte d'Air Inter et d'Air France.
Elle desservait principalement des aéroports de l'Est de la France, notamment Colmar-Houssen, Belfort-Fontaine, Mulhouse-Bâle, mais aussi Nancy-Essey, Metz-Frescaty ou encore Épinal-Mirecourt. La compagnie volait vers Londres ou Paris à partir de ces aéroports. Elle a assuré aussi des vols pour le compte d'Air France.
Air Alsace a absorbé Air Vosges le 1er janvier 1975.

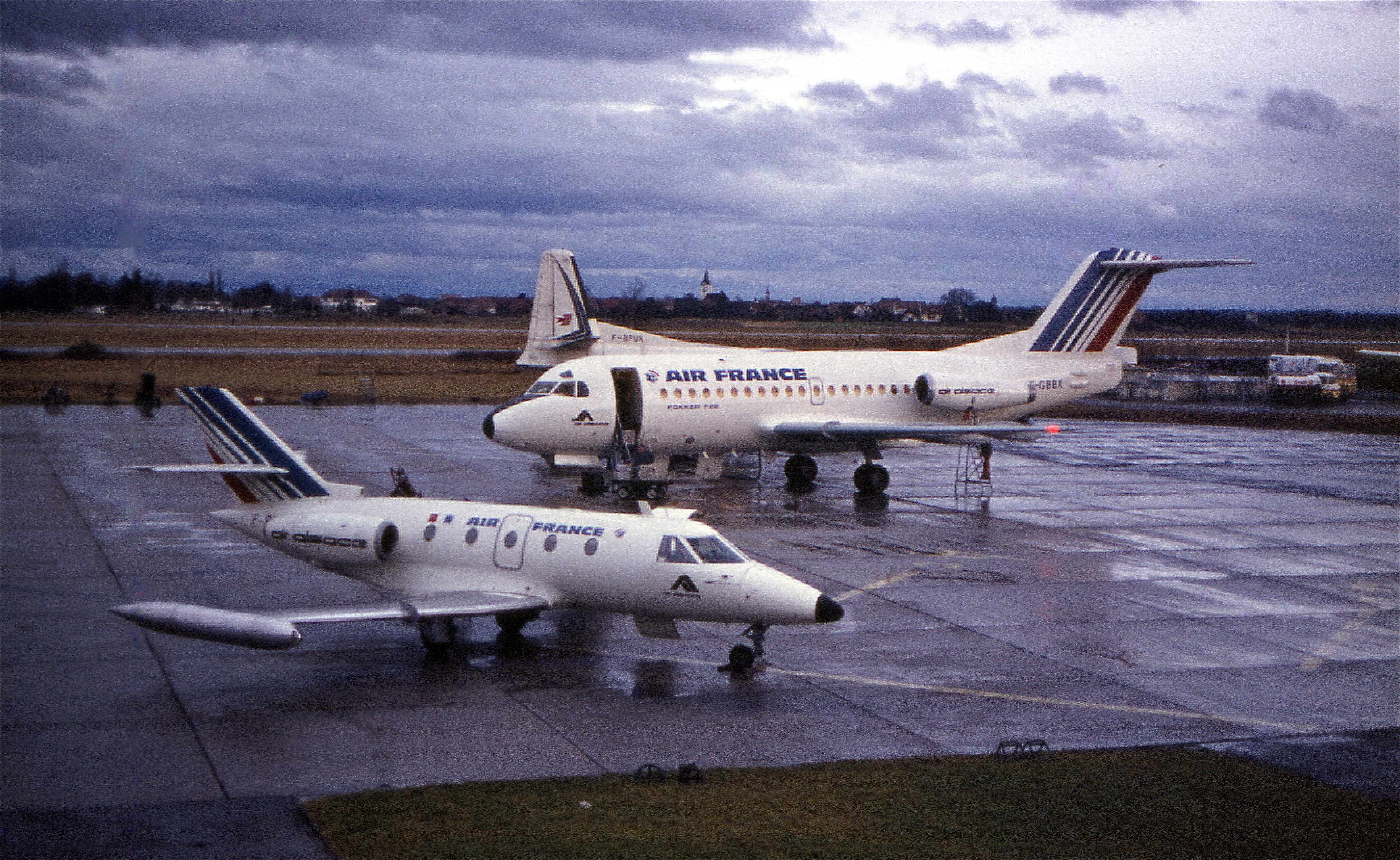
Un Corvette et un Fokker F28 aux couleurs d'Air France à l'aéroport de Strasbourg-Entzheim le 28 décembre 1978.

En 1975, la compagnie opérait les lignes suivantes :
- Colmar / Nancy / Londres-Gatwick ;
- Colmar / Paris-le Bourget (bi-quotidien en Nord-Aviation N262) ;
- Colmar / Épinal / Paris-le Bourget.

En 1976:
- Dijon / Londres ;
- Belfort / Paris ;
- Epinal / Paris ;
- Colmar / Paris ;
- Colmar / Nancy / Londres ;

En 1977: 
Se rajoute Dijon / Bordeaux.
Par la suite, la compagnie a développé son réseau, en reprenant notamment des lignes pour le compte d'Air France au départ de Strasbourg (Amsterdam, Bruxelles, Milan, Rome, Londres-Heathrow).
Ainsi, en 1976, plus de 50 000 passagers ont été transportés sur les lignes en propre, 33 000 sur celles opérées pour le compte d'Air France. Le chiffre d'affaires s'est élevé cette année-là à 35 millions de Francs, pour un effectif de 117 employés dont 39 pilotes.
Air Alsace a cessé ses opérations en 1982, son réseau étant repris par TAT

## Avions utilisés

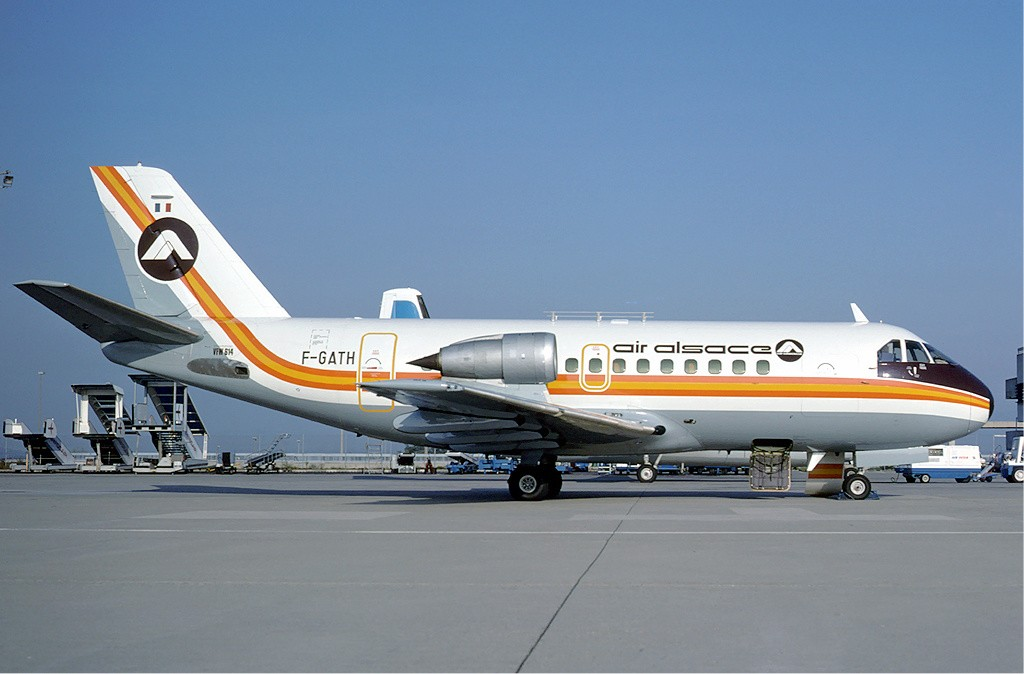
VFW 614 d'Air Alsace

- Aérospatiale SN.601 Corvette
- Cessna 310
- Nord-Aviation N262
- Piper PA-23 Aztec
- Piper PA-31 Navajo
- VFW 614
- Fokker F27
- Fokker F28